# Bolbocerodema dierli
Bolbocerodema dierli är en skalbaggsart som beskrevs av Jan Krikken 1979. Bolbocerodema dierli ingår i släktet Bolbocerodema och familjen Bolboceratidae. Inga underarter finns listade.